# سامسونگ گلکسی آ۳۰
سامسونگ گلکسی آ۳۰ (به انگلیسی: Samsung Galaxy A30) یک فبلت است که توسط سامسونگ تولید شده و در مارس ۲۰۱۹ میلادی در یک رویداد مطبوعاتی رونمایی شد.
این فبلت دارای صفحه نمایش ۶٫۴ اینچی از نوع سوپر امولد به همراه ۳۲/۶۴ گیگابایتی حافظه داخلی و ۳/۴ گیگابایت رم و باتری ۴۰۰۰ mAh همراه با شارژ سریع ۱۵ واتی است.
اثر انگشت این فبلت در پشت آن قرار داده شده و در کنار دوربین‌هایش است. دوربین‌های اصلی و سلفی آن هردو ۱۶ مگاپیکسلی است.
این دستگاه از سیستم روی چیپ اگزینوس ۷ هشت هسته‌ای ۷۹۰۴ همراه با واحد پردازش گرافیکی از نوع Mali-G71 MP2 بهره می‌برد.
همچنین گلکسی آ۳۰ به همراه اندروید ۹ پای و رابط کاربری One UI عرضه شده است.